# Автомагістраль M-4 (Пакистан)
Автомагістраль М-4 (урду موٹروے 4) — автомагістраль із півночі на південь у Пакистані, яка з’єднує міста Фейсалабад і Мултан. Має довжину 309 км також сполучається з автошляхами М2, М3 і М5.

## Історія
Автомагістраль M4 була запланована як частина мережі автомагістралей Пакистану від Файсалабада до Мултана. Урочисту церемонію закладки проекту провів тодішній президент Пакистану Парвіз Мушарраф у 2007 році. У той час вже побудована автомагістраль від Фейсалабада до Пінді Бхаттіана була названа автострадою М3, іноді її називали найкоротшою автострадою Пакистану. Однак у 2013 році, коли Міан Мухаммад Наваз Шаріф став прем’єр-міністром Пакистану, у рамках CPEC була запланована ще одна автомагістраль від Лахора до Дархани (Абдул Хакім), щоб забезпечити альтернативний маршрут для транспорту, що прямує до Лахора та з нього, до Мултана, а потім до Карачі, щоб уникнути/зменшити затори на вже існуючій N-5. Ця нова автомагістраль була позначена як автомагістраль M3 (автомагістраль Лахор — Абдул Хакім), а попередня назва автомагістралі M3 (Пінді Бхаттіан – Файсалабад) була об’єднана з автомагістраллю Фейсалабад Мултан, а весь відрізок від Пінді Бхаттіан до Мултана було названо автомагістраллю M4 (Пінді Бхаттіан- Автомагістраль Файсалабад-Мултан).

## Маршрут
M4 починається біля розв'язки M2 Pindi Bhattian Interchange і продовжується на південний захід, з'єднуючи міста Файсалабад, Ґойра, Тоба Тек Сінгх, Шоркот, Абдул Хакім, Ханевал і Мултан. Закінчується на пересадочній розв’язці Шер-Шах, що веде до виїзду на Мултан-Кантт через Шуджабаад-роуд, а сама продовжується як автомагістраль M5 Мултан-Суккур. Він з’єднаний з автомагістраллю M3 (автомагістраль від Лахора до Абдула Хакіма) поблизу села під назвою Дархана за кілька кілометрів на північний схід від розв’язки Абдул Хакіма. Для в’їзду/виїзду на/з автомагістралі М3 є окрема платна зона.